# Axel Eric Gyllenstierna
Axel Erik Gyllenstierna, född 30 januari 1747, död 1823, var en svensk friherre av Gyllenstierna af Lundholm, jurist och landshövding.

## Biografi
Gyllenstierna blev extra kanslist vid kanslikollegiet 1765, vice ceremonimästare 1767, lagman i Hallands lagsaga 1777. Av Gustav III blev han utnämnd till en av kronprins Gustav Adolfs faddrar vid dennes dop 1778, och den 27 december samma år mottog han Gustav III:s faddertecken.
Han fick landshövdingefullmakt 1779 och blev landshövding i Hallands län den 12 januari 1793, en tjänst han innehade till 1810. Han blev även medlem av Högsta domstolen 1793.

## Utmärkelser
- Gustav III:s faddertecken - 27 december 1778
- Riddare av Carl XIII:s orden - 27 maj, 1811 (vid ordens grundande)[4].

### Fotnoter
1. 1 2  läs online, www.worldstatesmen.org .[källa från Wikidata]
2. ↑  läs online, Projekt Runeberg .[källa från Wikidata]
3. ↑  www.worldstatemen.org
4. ↑  Hallands historia och beskrivning: Axel Erik Gyllenstjerna